# Theodóritos de Vrésthena
Theodóritos de Vrésthena (grec moderne : Θεοδώρητος Βρεσθένης) né Thomas en 1787 à Nemvítsa (aujourd'hui Methýdrio) en Arcadie et mort le 23 avril (julien) 1843  à Athènes était un évêque et homme politique grec qui participa à la guerre d'indépendance grecque.
Il était évêque de Vrésthena en Laconie, avec le nom de Theodóritos II.
Il fut initié dans la Filikí Etería. Pendant la guerre d'indépendance grecque, il fut présent lors des batailles de Valtetsi et Doliana, épisodes du siège de Tripolizza. Il fut ensuite membre de la Gérousie du Péloponnèse. En 1823, il fut élu à l'Assemblée nationale d'Astros dont il fut désigné Vice-Président. Il participa à la troisième Assemblée nationale grecque, dans ses phases Kastri et Trézène. Il fut aussi Vice-Président du Bouleutikó tout au long de l'existence de cette structure.

## Sources
- (el) Parlement grec, Μητρώο Πληρεξουσίων, Γερουσαστών και Βουλευτών. 1822-1935, Athènes, Parlement grec,‎ 1986, 159 p. (lire en ligne) [PDF]
- (el) Phótios Chrysanthópoulos, Βίοι Πελοποννησίων ανδρών και των εξώθεν εις την Πελοπόννησον ελθόντων κληρικών, στρατιωτικών και πολιτικών των αγωνισαμένων τον αγώνα της επαναστάσεως, Athènes, Stávros Andrópoulos,‎ 1888, 335 p. (lire en ligne)
- (el) Biographie des évêques de Vrésthena